# Belgisch kampioenschap wielrennen voor amateurs

De Belgische kampioenentrui

Het Belgisch kampioenschap wielrennen voor Amateurs is een jaarlijkse wielerwedstrijd in België voor renners met Belgische nationaliteit van 19 tot en met 29 jaar, die zelf voor dit statuut gekozen hebben. Er wordt gereden voor de nationale titel.
Dit kampioenschap voor amateurs is niet te verwarren met het Belgisch kampioenschap voor elite zonder contract, dat vroeger ook onder deze naam bekend was.

## Erelijst
| Jaar | Plaats    | Winnaar            | 2de           | 3de              |
| 2008 | Beauraing | Tom Linten         | Sven Henrion  | Bert Nietvelt    |
| 2007 | Rekkem    | Bert Nietvelt      | Peter Harinck | Jelle Lambrechts |
| 2006 | Rekkem    | Giovanni De Beyter | Tom Linten    | Wouter Neuville  |